# 相交 (幾何)

## 基本定義
在幾何學中，相交（Intersection）是指兩個或多個幾何圖形在空間中擁有至少一個公共點的位置關係。相交的公共部分可以是點、線、面或更高維度的幾何體，具體取決於圖形的類型與維度。

### 平面幾何中的相交
- 直線與直線：在歐氏平面中，兩條非平行直線必相交於一點；若兩直線平行或重合，則不相交或完全重合。
- 直線與曲線：例如直線與圓相交時，若直線到圓心的距離小於半徑，則相交於兩點；若等於半徑則相切於一點。
- 曲線與曲線：如兩圓相交，可能交於一點（相切）或兩點。

### 三維空間中的相交
- 平面與平面：兩平面若不平形，則相交於一條直線；若平行則不相交。
- 直線與平面：若直線不平行於平面，則相交於一點。

## 相交類型與性質

### 點相交
最簡單的相交形式，例如兩直線交於一點，或直線與平面交於一點。

### 線相交
常見於平面或空間中面的交集，例如兩平面相交於一條直線，或曲面與平面相交形成曲線。

### 面相交
三維空間中，兩個立體（如立方體）可能相交形成公共平面或曲面區域。

### 特殊相交形式
- 相切：視為相交的特例，如圓與直線僅接觸於一點。
- 垂直：相交形成直角，如坐標軸的交點。

## 數學表述
- 集合論描述：對於幾何對象 {\displaystyle A} 和 {\displaystyle B}，若其交集 {\displaystyle A\cap B\neq \emptyset }，則稱 {\displaystyle A} 與 {\displaystyle B} 相交。
- 代數幾何中的相交重數：在代數簇的相交理論中，相交點的重數由局部環的Tor函子計算，例如塞爾公式 {\displaystyle \mu (Z;V,W)=\sum _{i=0}^{\infty }(-1)^{i}{\text{length}}\,{\text{Tor}}_{i}^{O_{X,z}}(O_{X,z}/I,O_{X,z}/J)}。

## 與其他幾何概念的關係

### 相交 vs. 平行
- 在歐幾里得幾何中，平行線定義為永不相交的直線。
- 在非歐幾何中（如雙曲幾何），「平行」的定義改變，可能存在多條過線外一點且與原線不相交的直線；而在射影幾何中，平行線被視為在「無窮遠處」相交。

### 相交 vs. 包含
若一圖形完全位於另一圖形內部，則為包含關係而非相交。

## 應用與計算
- 計算幾學：判斷矩形是否相交可通過比較頂點坐標的極值，例如若兩矩形在坐標軸投影區間均有重疊則相交。
- 地理信息系統（GIS）：相交工具用於提取多層空間數據的公共部分，輸出類型可為點、線或面。
- 計算機圖形學：光線與物體的相交檢測是光線追蹤算法的核心步驟。